# Szyrwani Muradow
Szyrwani Gadżykurbanowicz Muradow (ros. Ширвани Гаджикурбанович Мурадов; ur. 20 czerwca 1985 w Czapajewie, w Dagestanie) – rosyjski zapaśnik w stylu wolnym, mistrz olimpijski, mistrz Europy.
Największym jego sukcesem jest złoty medal igrzysk olimpijskich w Pekinie w kategorii do 96 kg. W 2007 roku w okazał się najlepszy w mistrzostwach Europy. Pierwszy w Pucharze Świata w drużynie w 2008 roku.